# Sunscha (Inguschetien)
Sunscha (russisch Сунжа, inguschisch Шолжа-Пхье, Scholsha-Pche; bis Februar 2016 Ordschonikidsewskaja, russisch Орджоникидзевская, inguschisch Орджоникидзевски) ist eine Stadt in der Republik Inguschetien in Russland mit 61.598 Einwohnern (Stand 14. Oktober 2010).

## Geografie
|                       | Jan  | Feb  | Mär  | Apr  | Mai  | Jun  | Jul  | Aug  | Sep  | Okt  | Nov | Dez  |   |      |
| Mittl. Tagesmax. (°C) | 0,9  | 2,1  | 8,0  | 17,1 | 22,5 | 26,3 | 29,0 | 28,2 | 23,5 | 15,9 | 9,1 | 3,6  | ⌀ | 15,6 |
| Mittl. Tagesmin. (°C) | −7,3 | −6,1 | −1,1 | 5,2  | 10,7 | 14,5 | 17,2 | 16,3 | 11,9 | 5,3  | 0,8 | −4,0 | ⌀ | 5,3  |
|                       |      |      |      |      |      |      |      |      |      |      |     |      |   |      |
| Niederschlag (mm)     | 20   | 22   | 27   | 39   | 75   | 83   | 68   | 56   | 42   | 29   | 26  | 23   | Σ | 510  |
|                       |      |      |      |      |      |      |      |      |      |      |     |      |   |      |
| Regentage (d)         | 6    | 6    | 6    | 6    | 9    | 10   | 7    | 6    | 6    | 6    | 6   | 6    | Σ | 80   |

| −7,3 |

| −6,1 |

| −1,1 |

| 5,2 |

| 10,7 |

| 14,5 |

| 17,2 |

| 16,3 |

| 11,9 |

| 5,3 |

| 0,8 |

| −4,0 |

| −7,3 |

| −6,1 |

| −1,1 |

| 5,2 |

| 10,7 |

| 14,5 |

| 17,2 |

| 16,3 |

| 11,9 |

| 5,3 |

| 0,8 |

| −4,0 |

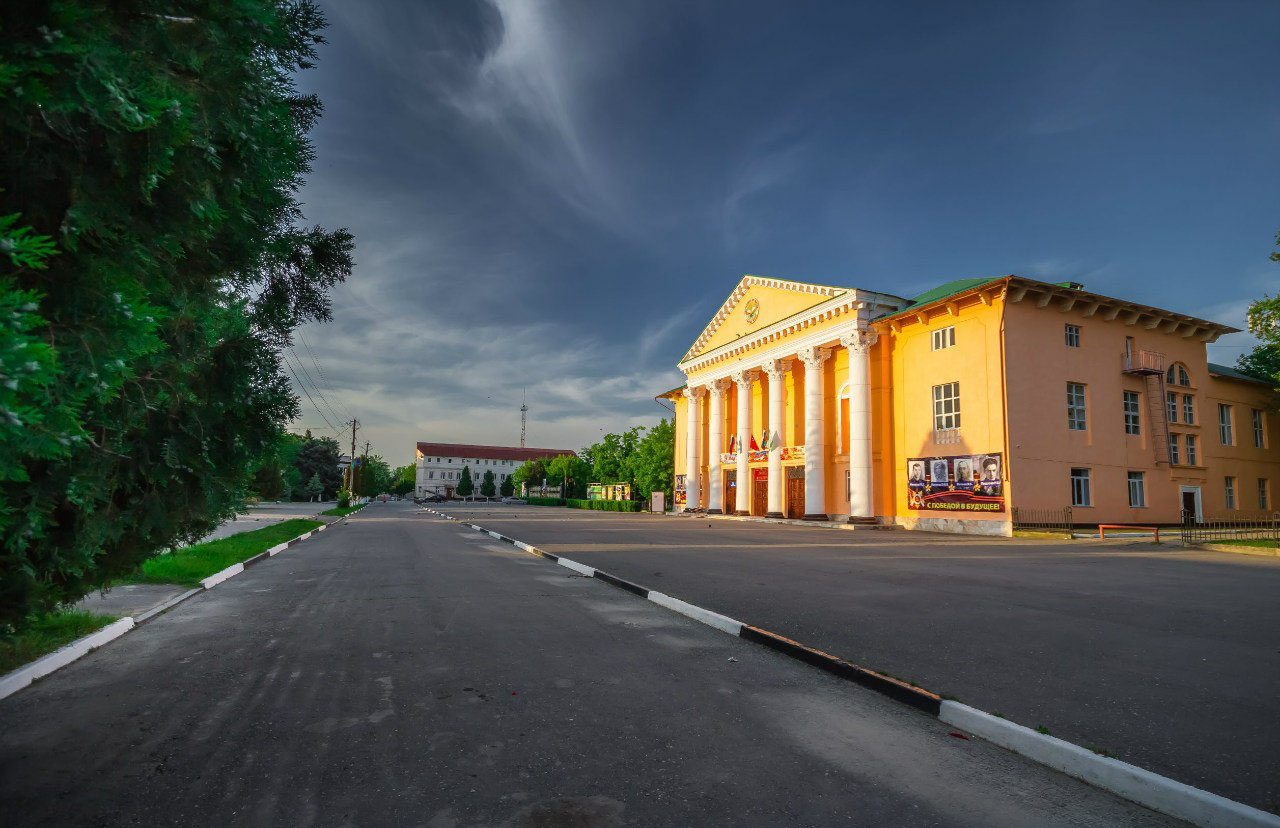
Kulturhaus am zentralen Platz der Stadt

Sunscha liegt am Nordrand des Großen Kaukasus, am südlichen Fuß des Sunscharückens rund 20 Kilometer nordöstlich von Nasran und der neuen Republikshauptstadt Magas. Der Ortskern liegt am linken Ufer des namensgebenden Flusses Sunscha, eines rechten Nebenflusses des Terek, in unmittelbarer Nähe der Grenze zu Tschetschenien.
Die Bevölkerung besteht hauptsächlich aus Inguschen, teilweise Tschetschenen und heute nur noch wenigen Russen beziehungsweise Kosaken.
Sunscha bildet einen Stadtkreis und ist zugleich Verwaltungszentrum des Rajons Sunschenski.

## Geschichte
Der Ort entstand 1850 als Staniza Sunschenskaja der Terekkosaken auf zuvor von Inguschen besiedeltem Gebiet, benannt nach dem Fluss.
Schon 1852 wurde sie nach dem Generalmajor der russischen Armee Nikolai Slepzow (1815–1851), der im Kampf gegen die Tschetschenen unter Imam Schamil ums Leben kam, in Slepzowskaja umbenannt.
1939 wurde sie nach dem Politiker Grigori (Sergo) Ordschonikidse benannt.
Während der Tschetschenienkriege in den 1990er-Jahren wuchs die Einwohnerzahl durch Flüchtlinge aus Tschetschenien, die anfangs teilweise in Zeltlagern um den Ort lebten, um das Mehrfache. Der Ort behielt formell den Status einer Staniza und war damit lange die bevölkerungsreichste „ländliche Siedlung“ Russlands. 2015 wurde Ordschonikidsewskaja Siedlung städtischen Typs, und die Landgemeinde (selskoje posselenije) wurde in eine Stadtgemeinde (gorodskoje posselenije) mit der Siedlung als einziger Ortschaft umgewandelt.
Am 3. Februar 2016 erfolgte durch den russischen Ministerpräsidenten Dmitri Medwedew der Erlass, Ordschonikidsewskaja in Sunscha umzubenennen. Im gleichen Jahr sprach sich die Mehrheit der Einwohner in einem Referendum für die Verleihung der Stadtrechte aus, worauf am 25. November 2016 durch den inguschischen Präsidenten Junus-bek Jewkurow ein entsprechendes Gesetz unterzeichnet wurde. Die Stadtgemeinde wurde in einen Stadtkreis umgewandelt, der nicht Teil des Rajons ist.

### Bevölkerungsentwicklung
| Jahr | Einwohner |
| ---- | --------- |
| 1897 | 3.456     |
| 1939 | 8.249     |
| 1959 | 9.581     |
| 1970 | 15.859    |
| 1979 | 15.574    |
| 1989 | 17.318    |
| 2002 | 65.112    |
| 2010 | 61.598    |

Anmerkung: Volkszählungsdaten

## Wirtschaft und Infrastruktur
In Sunscha gibt es einige Betriebe zur Verarbeitung landwirtschaftlicher Produkte.
Sunscha liegt an der 1894 eröffneten Eisenbahnstrecke Beslan–Grosny–Gudermes. Die Station der Stadt heißt immer noch Slepzowskaja. Die Schienen Richtung Tschetschenien wurden in den Tschetschenienkriegen zerstört, seitdem ist die Verbindung Richtung Osten unterbrochen. Innerhalb Inguschetiens gibt es nur noch Güterverkehr. Eine früher von hier aus zum Dorf Galaschki im Süden Inguschetiens am Oberlauf der Sunscha abzweigende Schmalspurbahn für die Holzabfuhr wurde spätestens zu Beginn der 1980er Jahre stillgelegt.
Die Fernstraße R217 Pawlowskaja – Grosny – aserbaidschanische Grenze führt südlich an der Stadt vorbei.
Am westlichen Ortsrand liegt der einzige Flughafen Inguschetiens, bis 1992 ein Flugplatz der Russischen Luftstreitkräfte. Einmal täglich gibt es eine Verbindung nach Moskau.

## Persönlichkeiten
- Amir Adamowitsch Adujew (* 1999), russisch-französischer Fußballspieler